# 高雄市立歴史博物館
高雄市立歴史博物館（たかおしりつれきしはくぶつかん/略称：高博館）は台湾高雄市塩埕区にある博物館である。高雄市に関する様々な歴史的資料、文物などを収集、展示している。

## 簡史
元は日本統治時代の1938年に清水組により建設開始され、1939年に完成した高雄市役所の庁舎であった。1945年の戦後は高雄市政府の庁舎として使われていたが、1992年1月18日に市政府は四維路に移転した。高雄市関連の歴史資料を保存するために再利用することとなり、1998年10月25日に高雄市立歴史博物館として正式に開館した。2003年2月26日に高雄市歴史建築となり、2004年10月18日には高雄市の市定古蹟に指定された。

## 交通
高雄捷運橘線の塩埕埔駅より北東方向400m、中正四路沿いの愛河沿岸に位置する。